# Anarchoszindikalizmus
Az anarchoszindikalizmus 20. századi politikai ideológia. Megalapítója Mihail Alekszandrovics Bakunyin. Az anarchizmusnak egy olyan irányzata, amelynek központjában a munkásmozgalom áll. Neve az anarchizmus és a szindikalizmus (franciául syndicalisme) szavak összetételével keletkezett, ahol az utóbbi „szakszervezeti mozgalmat” jelent. Ugyanis ez az irányzat sokkal fontosabbnak tartotta a munkásmozgalmat, mint a korábbiak. Az anarchoszindikalisták a munkások szakszervezeteit a forradalmi társadalmi változás egy lehetséges erőforrásának tekintik, hogy a kapitalizmust és az államot egy új, demokratikus társadalommal helyettesíthessék, amelyben a munkások igazgatnak. Az anarchoszindikalisták a bérrendszer és a termelőeszközök magántulajdonának eltörléséért küzdenek, mert ezek léte vezetett az osztályok létrejöttéhez. Az anarchoszindikalizmus három legfontosabb alapelve a munkások összetartása, a közvetlen cselekvés, és a munkások önigazgatása.
A kommunizmus Bakunyin- és Marx-féle felfogása 1872-ben szakított egymással véglegesen, amikor az I. Internacionáléban a marxista többség kizárta a bakunyinista kisebbséget. Bakunyin hívei a politikai hatalom megragadását se hasznosnak, se kívánatosnak nem tartotta, hiszen, ha a cél a hatalom lerombolása révén a teljes társadalmi emancipáció (ebben még természetesen Marx és Bakunyin egyetértett), akkor hogy lehetne a munkások felszabadulásának az útja ennek a hatalomnak a meghódítása.
Fontos szerephez jutottak a spanyol polgárháború idején ahol elképzeléseiket a gyakorlatba is átültették.
Rudolf Rocker az egyik legnépszerűbb anarchoszindikalista volt. Ő írta le a mozgalom eredetét, céljait és a fontosságát az 1938-ban megjelent Anarchoszindikalizmus című művében.
Habár gyakrabban működött együtt a munkásmozgalmakkal a korai 20. században, sok szindikalista szervezet ma is aktív.

## Anarchoszindikalista alapvetések
- „Megállapítjuk, hogy a proletariátusnak nem lehet más célja, mint egy teljesen szabad gazdasági egyesülés megalkotása, mely a munkán és tagjainak teljes egyenlőségén alapszik és független minden politikai kormánytól. Ez a szervezet nem lehet más, mint magának a proletariátusnak, a szakmai testületeknek és az autonóm közösségeknek spontán tevékenységének az eredménye. Megállapítjuk, hogy az összes politikai szervezet az uralom szervezete, amelyben egy osztály dominál a tömegek kárára. A proletariátus, ha meg akarja kaparintani a hatalmat, maga is uralkodó és kizsákmányoló osztállyá válik.”
- „A politikai hatalom mindenféle formájának a lerombolása a proletariátus első számú feladata, hogy minden magát időlegesnek és forradalminak beállító hatalmi szervezet, amely éppen a hatalom lerombolását tűzte ki célul, a legnagyobb becsapás, amely ugyanolyan veszélyes magára a proletariátusra, mint a jelenleg létező kormányokra. Kijelentjük, hogy a társadalmi forradalom sikere érdekében visszautasítva minden kompromisszumot minden ország proletariátusának kötelessége a burzsoá politikán kívül álló forradalmi szolidaritás.”
– a Saint-Imier-i nemzetközi önkényellenes anarchista kongresszus határozata 1872-ből[1]

## Lásd még
- Anarchista közösségek listája